# Dassarécios

Epiro e regiões vizinhas. Os dassarécios estão representados em vermelho a norte próximo a Dardânia

Dassarécios (em latim: Dassaretii) foram uma antiga tribo ilíria do nordeste da Ilíria que, segundo Estrabão, habitou próximo ao rio Morava Meridional entre os ardieus da zona costeira e os dárdanos do interior. Segundo Apiano de Alexandria, descendiam de Dássaro, a filha de Ilírio. Apesar da semelhança gráfica no latim, não devem ser confundidos com os dassaretas/dexaros (em grego: Δασσαρέται/Δεξάροι; romaniz.: Dassarétai/Dexároi; em latim: Dassaretae), uma subtribo dos caônios do Epiro.